# Piotr Holak
Piotr Przemysław Holak – polski lekarz weterynarii, doktor habilitowany nauk weterynaryjnych, profesor na Uniwersytecie Warmińsko-Mazurskim w Olsztynie, specjalista od chirurgii weterynaryjnej.

## Kariera naukowa
W 2001 roku na Uniwersytecie Warmińsko-Mazurskim w Olsztynie uzyskał tytuł lekarza weterynarii. W 2005 roku na Wydziale Medycyny Weterynaryjnej tej samej uczelni uzyskał stopień doktora nauk weterynaryjnych na podstawie rozprawy pt. Ocena przydatności badań endoskopowych układu moczowego u psów, której promotorem był Marek Nowicki. W 2006 roku został zatrudniony na tejże uczelni, a w 2018 roku uzyskał na jej Wydziale Medycyny Weterynaryjnej stopień doktora habilitowanego nauk weterynaryjnych na podstawie pracy pt. Klipsy kompresyjne ze stopu NiTi z jednokierunkowym i dwukierunkowym efektem pamięci kształtu w chirurgii przewodu pokarmowego u zwierząt.